# هویزدلیتسه
هویزدلیتسه (به چکی: Hvězdlice) یک منطقهٔ مسکونی در جمهوری چک است که در ناحیه ویشکوو واقع شده‌ است. هویزدلیتسه ۱۱٫۳۴ کیلومتر مربع مساحت و ۶۳۲ نفر جمعیت دارد و ۳۱۳ متر بالاتر از سطح دریا واقع شده‌ است.